# Carey Ng
Carey Ng (Kuala Lumpur, Malasia) es una modelo malaya y reina de belleza ganadora del título Miss Universo Malasia 2013. Representó a Malasia en Miss Universo 2013.
Carey Ng nació y se crio en la ciudad de Kuala Lumpur, donde actualmente reside.

## Miss Universo Malasia 2013
Ng compitió en el certamen de belleza nacional Miss Universo Malasia 2013, que tuvo lugar el día 10 de diciembre de 2012 en el centro de convenciones SP Setia City Convention Centre, dónde se convirtió en la ganadora del título de Miss Universo Malasia. Gracias a ello, obtuvo el derecho de representar a su nación, como representante de Malasia en el certamen de Miss Universo 2013.
- Datos: Q1528154
- Multimedia: Carey (given name) / Q1528154